# Isopropyllithium
L'isopropyllithium est un composé chimique de formule (CH3)2CHLi. Cet organolithien est un réactif utilisé en synthèse organique pour introduire des groupes isopropyle ou produire des dérivés isopropyliques, à l'instar de réactifs de Grignard comme le bromure d'isopropylmagnésium (CH3)2CHMgBr et le chlorure d'isopropylmagnésium (CH3)2CHMgCl. L'isopropyllithium est disponible commercialement en solution dans des alcanes, notamment le pentane.